# Kúdo Maszato
Kúdo Maszato (Tokió, 1990. május 6. – 2022. október 21.) válogatott japán labdarúgó.

## Pályafutása
A japán válogatottban 4 mérkőzést játszott, melyeken 2 gólt szerzett.

## Statisztika
| Japán válogatott | Japán válogatott | Japán válogatott |
| Időszak          | Mérk.            | gól              |
| ---------------- | ---------------- | ---------------- |
| 2013             | 4                | 2                |
| Összesen         | 4                | 2                |